# Frederikke Amalie af Slesvig-Holsten-Gottorp
Frederikke Amalie af Slesvig-Holsten-Gottorp (født 12. januar 1708, død 19. januar 1731) var en dansk-tysk prinsesse af Slesvig-Holsten-Gottorp, der kortvarigt var kanonisse i Quedlinburg. Hun var datter af prins Christian August af Slesvig-Holsten-Gottorp og Albertine Frederikke af Baden-Durlach.